# Man from Oklahoma
Man from Oklahoma è un film del 1945 diretto da Frank McDonald.
È un film western a sfondo musicale e romantico statunitense con Roy Rogers, George 'Gabby' Hayes e Dale Evans.

## Produzione
Il film, diretto da Frank McDonald su una sceneggiatura e un soggetto di John K. Butler, fu prodotto da Louis Gray per la Republic Pictures e girato nel Red Rock Canyon State Park a Cantil a Cantil e nel Vasquez Rocks Natural Area Park in California.

## Colonna sonora
- I'm Beginning to See the Light - scritta da Harry James, Duke Ellington, Johnny Hodges e Don George, cantata da Dale Evans
- The Martins and the Coys - scritta da Ted Weems e Al Cameron
- I'm Gonna Have a Cowboy Wedding - musica di Nat Vincent, parole di Milo Sweet
- Prairie Mary - musica di Abel Baer, parole di Charles Tobias
- Draggin' the Wagon - scritta da Gordon Foster
- Cherro-Cherro-Cherokee - scritta da Gordon Foster
- For You and Me - musica di Walter Kent, parole di Kim Gannon, cantata da Roy Rogers e Dale Evans
- Skies Are Bluer - musica di Sanford Green, parole di June Carroll
- Man from Oklahoma - musica di Sanford Green, parole di June Carroll

## Distribuzione
Il film fu distribuito negli Stati Uniti dal 1º luglio 1945 al cinema dalla Republic Pictures.
Altre distribuzioni:
- in Giappone il 1º dicembre 1949
- in Austria il 3 marzo 1950 (Todesrennen über die Prärie)
- in Brasile (O Homem de Oklahoma)

## Promozione
La tagline è: "MUSIC WITH THRILLS! The King of the Cowboys proves himself the King of entertainment in a picture that brings out his many talents... ".